# 拉斐爾·拿度
拉斐爾·納達爾·帕雷拉，第一代馬略卡島萊萬特侯爵（加泰隆尼亞語：[rəfəˈɛɫ nəˈðaɫ pəˈɾeɾə]，西班牙語：[rafaˈel naˈðal paˈɾeɾa]，1986年6月3日—），暱稱拉法，西班牙前職業網球運動員，是首位西班牙年終球王，也是史上第七位男子生涯單打全滿貫及第二位男子生涯單打金滿貫得主。納達爾生涯贏得92個ATP單打冠軍，其中包括22座大滿貫冠軍，含14座法網單打冠軍，一面奧運金牌，以及36座大師賽冠軍。
納達爾被公認為史上最優秀的紅土選手：2005年首次參加法國網球公開賽便奪冠，生涯法網112勝4敗的戰績（法網第一位百勝男子選手），寫下單一大滿貫史無前例的14冠紀錄。2005年4月起紅土球場81連勝創下公開化年代男子網壇單種場地最長連勝紀錄。 2010年，拿下四座紅土大型賽事，首創「紅土大滿貫」。生涯在巴塞隆納網球公開賽贏得12冠，蒙地卡羅大師賽奪下11座冠軍，羅馬大師賽也拿到10冠，展現他在紅土球場的宰制力，因此有「紅土之王」的美譽。自2008年取得溫網冠軍後，即開始取得在紅土場地以外的競爭力，並陸續拿下澳網及美網冠軍，生涯共累積兩座草地及六座硬地2慢4快的大滿貫冠軍。
由於他職業初期造型酷似海盜，被球迷取以綽號「海盜」、「船長」；又因為名字華語譯音近似，被華人球迷暱稱為「納豆」或「豆子」，因為擁有充沛體能及速度加上將每一分當作破發或保發點的“異常令人敬佩的鬥志”，被媒體與球迷暱稱為「蠻牛」，另外，由於在紅土球場上的驚人成就，也被球迷暱稱為「紅土之王」、「紅土戰神」、「紅土土地公」。
納達爾與同時代的另二位選手羅傑·費德勒、諾瓦克·喬科維奇被現代大眾傳媒稱為「網壇GOAT」，三位選手之間的較量被譽為是網球史上的黃金年代，創下了許多經典戰役，也創下許多網球紀錄。他跟費德勒二人之間的競爭，被許多人認為是網球史上最偉大的對決，二人在大滿貫決賽中共交手九次，是網球史最多的紀錄，其中納達爾拿下六次的勝利。費德勒在早年對決中略佔上風，但隨後納達爾找到了在紅土場以外打敗費德勒的方法，之後一直都是納達爾佔上風，直到2017年的澳網，費德勒再次戰勝納達爾。納達爾跟喬科維奇則被認為是同年齡中最重要的對手，二人年齡相差只有一年，早期對戰中納達爾佔絕對優勢，隨著喬科維奇實力的加強，二人對戰開始互有勝負，直到2020年的法網決賽，二人在大滿貫決賽一共碰頭九次，追平與費德勒的對戰次數，納達爾拿下五次的勝利。
納達爾利用相當強勁的上旋抽球，球落地後產生高彈跳令對手難以進攻，並利用驚人移動速度製造出更多在防守反擊的致勝球。他在紅土球場上的發揮尤為突出，帶著強烈上旋的甩鞭繞頭式正拍是他獨有的招牌揮拍擊球動作。早年的納達爾被認為是紅土專門，然而在硬地上納達爾依然有著耀眼的成績，生涯共取得四座美網冠軍，以及兩座澳網冠軍。
根據《福布斯》，納達爾是2020年年收入全球排名第27位的運動員（40,000,000美元）。
2024年10月10日，纳达尔宣布，他會在11月的戴维斯杯结束后退役，11月20日，随着西班牙队在1/4决赛中输给荷兰队，纳达尔结束了自己的职业生涯，他在职业生涯最后一场比赛中负于荷兰选手博蒂克·范德赞德舒尔普。。2025年5月25日，法網在中央球場（Court Philippe Chatrier）為納達爾舉辦盛大的致敬儀式，將納達爾的鞋印足跡與14座法網冠軍紀念牌永遠留在中央球場中央網柱旁，象徵納達爾在法網無可取代的地位，為這位「永遠的紅土之王」致上最高的敬意。

## 家庭和個人生活
拉菲尔·纳达尔出生在西班牙马略卡岛一个叫做馬納卡爾的小镇上。他的爸爸塞巴斯蒂安·納達爾（Sebastián Nadal）是一位商人，兼營餐廳、保險公司與玻璃和窗戶工廠。他的媽媽安娜·瑪麗亞·佩雷拉（Ana María Parera）是個家庭主婦。他有一個妹妹瑪麗亞·伊莎貝拉（María Isabel）。他的叔叔米格尔·安赫尔·纳达尔是一位前职业足球运动员，曾经是巴塞罗那和西班牙国家队的主力后卫，可拉菲尔却是一个忠实的皇马球迷。他的另一个叔叔托尼（Toni Nadal）曾经是一位职业网球运动员。正是托尼将三岁的纳达尔引进了网球的世界，從來沒有支付給他任何教学上的費用。
纳达尔小时候对足球显得更加投入，托尼却看准他在网球上的天赋。儘管是天生的右撇子，他很小的時候就在他的叔叔兼教練托尼教導下，改為左手持拍。托尼認為這樣他的雙手反拍可以從強壯的右臂獲益。他五岁大的时候，每周要去两次当地的网球俱乐部。三年后，八岁的他作为当地足球队的颇有潜力的前锋的同时，赢得了一场地区12岁以下网球赛事的胜利。四年以后，12岁的他已经获得了西班牙及欧洲的网球少年组冠軍，這個時候父亲塞巴斯蒂安為了他的學校課業著想，要求他在足球和网球之间做出选择。後來他決定将网球作为自己奋斗的目标，而選擇放棄足球。
纳达尔14岁的时候，西班牙网球协会要求他离开马略卡，到巴塞罗那继续网球训练。但是他的家人拒绝了这个要求，部分原因是害怕對他的教育產生不良的影響，托尼认为：「我不願相信到美國或是到其他地方訓練，能成為更好的運動員，即使在家鄉也同樣能得到一樣的效果」。不過这意味着财政支持上的损失，他的父亲則決定承担这部分的费用。直至今日纳达尔依然与家人一起住在马略卡。
納達爾擁有一輛阿斯顿·马丁汽車。許多與他同年紀的網球運動員都早已不居住在原本的家鄉了，不過納達爾仍然與他的家人一起居住於家鄉馬略卡的五層樓公寓。2009年6月，與纽约时报報導，他的父母離婚而且分居，這也被媒體認為是造成他低潮（2009年6月至2010年4月）的原因之一。自2005年以来，纳达尔就一直与玛丽亚·弗朗西斯卡·佩雷洛（Maria Francisca Perello）（昵称西斯卡）保持恋爱关系，这对恋人于2019年10月结婚。2022年10月8日長子誕生，依循家族傳統繼承納達爾祖父的名字Rafael。2025年8月7日，二兒子誕生，紀念瑪麗亞的父親取名為Miquel。
纳达尔的个性低調，他并没有过多地向世人袒露自己的个人世界。他最大的爱好是足球、高爾夫、网球和钓鱼。另外，每當他在決賽獲勝时，都會咬著獎盃，成為了他的招牌動作。

## 網球生涯

### 2002–2004年：生涯起步
2002年，年僅15歲的納達爾在家鄉馬略卡，贏得他生涯第一場ATP賽事，成为網球進入公開賽年代之後，第九位未滿16歲便贏得ATP比賽的球員。另外值得一提的是，他首次參賽溫布頓網球錦標賽，便在青少年賽事中進入四強。
2003年，納達爾的男網單打排名進入世界前100名，當時是第二年輕的球員；到了年底，他的單打排名便快速攀升至前50名，並贏得了兩座ATP挑戰賽冠軍（ATP Challenger Series）。這一年，17歲的他首次參加溫布頓錦標賽便打入了第三輪，是溫布頓史上繼1984年鲍里斯·贝克尔（當時16歲）打進第三輪之後，為最年輕的男網選手。
隔年，邁阿密大師賽，納達爾與當時世界排名第一的羅傑·費德勒進行兩人首次較量，結果以直落盤數獲勝，成為當年戰勝費德勒的六位運動員之一（其他五位依序是蒂姆·亨曼、阿尔韦特·科斯塔、古斯塔沃·库尔滕、多米尼克·赫巴蒂、托馬什·貝爾迪赫），不過被譽為天才少年的納達爾，因為受到左腳踝骨折的傷勢影響，幾乎被迫放棄整個紅土賽季，包括後來讓他大放異彩的法國公開賽。直到8月，纳达尔復出參加波蘭索波特網球賽，一路過關斬將，贏得他生涯第一座ATP巡迴賽冠軍。12月，納達爾在戴维斯杯决赛中擊敗美國好手安迪·羅迪克，幫助西班牙奪得冠軍，並以十八岁零六个月的年紀成为戴维斯杯决赛中最年轻的单打选手。这一年他的年終排名是世界第51位。

### 2005年：第一座大满贯冠军
2005年是納達爾開始橫掃網壇、戰績彪炳的一年。他摘下了职业生涯中的第一个大滿貫男子單打錦標（法國公開賽）。另外他與球王費德勒分別拿下11个冠軍。他們當時並列單季奪得ATP巡迴賽單打冠軍數目最多的球員。同時，亦打破了马茨·维兰德在1983年创造的20歲以下球員一年奪標數目最多紀錄（九個）也成為那個時代的天才少年
澳洲公開賽進入第四輪後，纳达尔以5–7、6–3、6–1、63–7、2–6負於前世界第一萊頓·休伊特。首次參加法國公開賽闖入決賽後，他以66–7、6–3、6–1、7–5打敗阿根廷選手馬里亞諾·普埃爾塔，拿下首个冠軍與第一个大滿貫。溫布頓錦標賽進入第二輪後，他以4–6、6–4、3–6、4–6敗給盧森堡選手吉爾·穆勒。同年7月，十九歲一個月又二十二天的納達爾，排名竄升到男單世界第二。美國公開賽進入第三輪后，他以4–6、6–4、3–6、1–6敗給占地主之利的選手詹姆斯·布雷克。年終網球大師盃中，納達爾因為受傷而無法參賽。他也奪得四个大師賽單打冠軍（蒙地卡羅、羅馬紅土賽事，以及加拿大（蒙特婁）、馬德里硬地賽事）。三个黃金國際賽冠軍（阿卡普爾科、巴塞隆納、斯圖加特紅土賽事）和三个國際賽冠軍（二座：巴伊亞、巴斯塔德紅土賽事和一个：北京硬地賽事）。

### 2006年：法網二連霸
2006年，隨著天才少年納達爾的竄起，當代男子網壇第一二名的競爭也逐漸白熱化，儘管在積分上未能撼動球王費德勒，但在這一年兩人多達六次的對壘中，納達爾在前四次都獲得勝利，在紅土球場更取得絕對優勢，是少數對戰球王贏多敗少的球員。另外當他摘下當季一个大滿貫男單錦標（法國公開賽）後，他已經累積了紅土60連勝，加上先前連續擊敗世界第一的表現來看，他更證明了自己是當代男子網壇在紅土球場最有宰制力的選手，成為新一代的「紅土之王」。
澳洲公開賽，他因腳傷而未參賽。法國公開賽連續两年進入決賽，并以1–6、6–1、6–4、7–64打敗世界第一費德勒，从而衛冕成功，拿下第二个冠軍與第二个大滿貫。溫布頓錦標賽首度闖入決賽後，他以0–6、65–7、7–62、3–6力拼四盤敗給費德勒。美國公開賽進入八強後，他以6–3、5–7、7–65、6–1力拼四盤敗給俄羅斯選手米哈伊爾·尤日尼。年終網球大師盃，纳达尔進入四強後，4–6、5–7連丟二盤敗給費德勒。他还奪得了二个大師賽單打冠軍（蒙地卡羅、羅馬紅土賽事）和二个黃金國際賽冠軍（巴塞隆納紅土賽事與杜拜硬地賽事）。

### 2007年：法網三連霸
2007年，男子網壇第一二名與去年一樣沒有變動，儘管纳达尔在積分上仍然未能撼動球王羅傑·費德勒，紅土連勝中止在81場（在当年汉堡大师赛中1-2遭费德勒逆转击败），不過還是寫下了網球公开赛时代男網單種場地最多連勝的紀錄。他仍然夺得了一个大滿貫男單錦標（法國公開賽）。
澳洲公開賽首度進入八強後，他以2–6、4–6、3–6連丟三盤敗給智利選手費爾南多·岡薩雷斯。法國公開賽連續三年進入決賽，他以6–3、4–6、6–3、6–4打敗世界第一費德勒，只失一盘，衛冕成功，拿下第三个冠軍與第三个大滿貫。溫布頓錦標賽，他連續第二年進入決賽，并以67–7、6–4、63–7、6–2、2–6在鏖戰五盤后敗給費德勒。美國公開賽，他進入第四輪後，以63–7、6–4、7–64、6–2敗給同胞選手大衛·費雷爾。年終網球大師盃進入四強後，纳达尔4–6、1–6連丟二盤，敗給費德勒。他还夺得了三个大師賽單打冠軍（印地安泉，蒙地卡羅、羅馬紅土賽事）和二个黃金國際賽冠軍（巴塞隆納、斯圖加特紅土賽事）。

### 2008年：法网四連霸与第一座温网冠軍，首奪球王

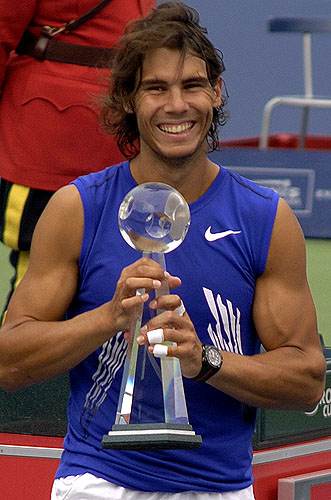
納達爾拿著加拿大大師賽獎盃

2008年是纳达尔邁向职业生涯突破的一年。在5月15日到8月1日之间，他取得了职业生涯最长的32场比赛连胜，其间获得了包含兩个大滿貫男單錦標在內的五个冠军头衔（汉堡大师赛，法國网球公開賽，女王赛，溫布頓錦標賽，加拿大大师赛）。同年，在北京奧運贏得網球男子單打金牌。之後隔天（8月17日），首度登上世界第一寶座，10月时，纳达尔便已经提前確定年終世界第一位置，成為西班牙籍首位年終球王。
澳洲公開賽首度進入四強後，他以2–6、3–6、2–6連丟三盤敗給法國選手若-威尔弗里德·特松加。法國公開賽，他連續第四年進入決賽，并以6–1、6–3、6–0直落三盤打敗世界第一羅傑·費德勒，以不失一盤的火熱手感而衛冕成功，拿下第四个冠軍與第四个大滿貫。溫布頓錦標賽，他連續第三年進入決賽後，以6–4、6–4、65–7、68–7、9–7鏖戰五盤，擊敗費德勒，拿下第一個溫網冠軍與第五個大滿貫，北京奧運，他闖入決賽，以6–3、7–62、6–3直落三盤打敗智利選手岡薩雷斯。美國公開賽他首度進入四強後，以2–6、65–7、6–4、4–6敗給英國選手安迪·穆雷。年終的網球大師盃，他因膝傷未能參賽。此外他还奪得了三个大師賽單打冠軍（蒙地卡羅、漢堡紅土賽事、加拿大（多倫多）硬地賽事）、一个黃金國際賽冠軍（巴塞隆納紅土賽事）和一个國際賽冠軍（倫敦）。

### 2009年：第一座澳网冠军，红土赛季后状态下滑
2009年，納達爾的戰績呈現高開低走的情況。雖然從1月到5月，他摘下包括年初澳洲公開賽在內的五个桂冠，不過在紅土賽季過度密集的參賽，使他膝蓋的傷勢对状态产生一定影响。在马德里大师赛半决赛中，纳达尔苦战三盘，最终惊险击败德约科维奇。决赛中，纳达尔遭老对手费德勒以6-4，6-4两盘击败，无缘冠军。在法國公開賽第四輪，纳达尔遭遇手感火热的瑞典重炮罗宾.索德林，以1-3负于对手，法國公開賽連冠之路终止于四连冠。之後因傷避戰溫布頓錦標賽，讓出占據46週的球王寶座，在下半年賽季，他陷入了一冠未得的低迷时期。
澳洲公開賽首度進入決賽後，他以7–5、3–6、7–63、3–6、6–2鏖戰五盤擊敗羅傑·費德勒，拿下第一个冠軍與第六个大滿貫。法國公開賽他進入第四輪，以2–6、7–62、4–6、62–7爆冷敗給瑞典選手羅賓·索德靈而衛冕失敗，之後因為養傷退出溫布頓錦標賽。美國公開賽，他進入四強後，以2–6、2–6、2–6連失三盤敗給最後奪冠的阿根廷選手胡安·馬丁·德爾波特羅。年終ATP世界巡迴總決賽，他在小組巡迴賽三戰皆負淘汰出局。除此以外，他还得到了三个大師賽單打冠軍（印地安泉硬地賽事、蒙地卡羅、羅馬紅土賽事）和一个黃金國際賽冠軍（巴塞隆納紅土賽事）。

### 2010年: 三大滿貫夺魁，第五座法網冠軍，最年輕金滿貫得主

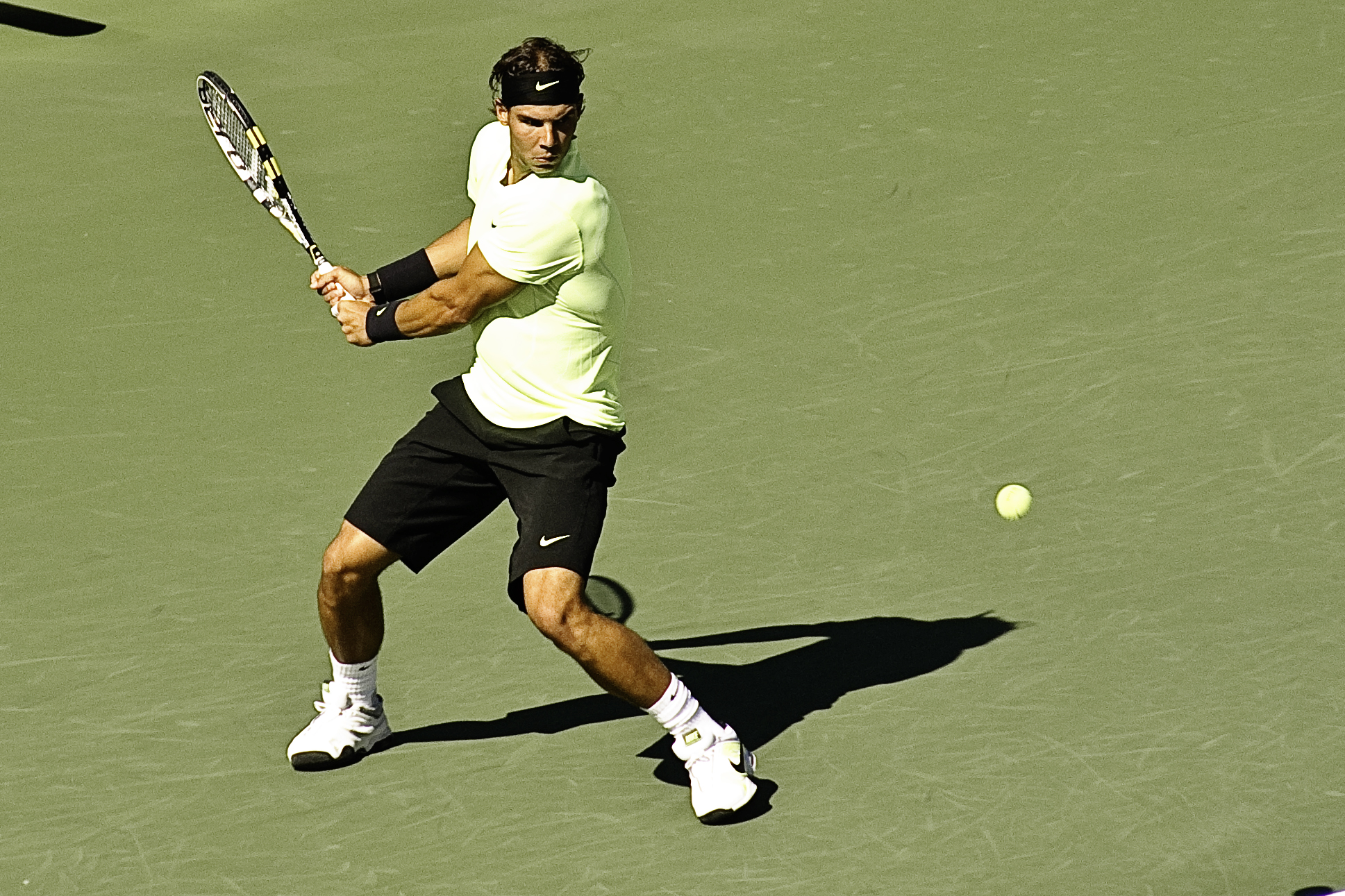
納達爾2010年美國網球公開賽中擊球

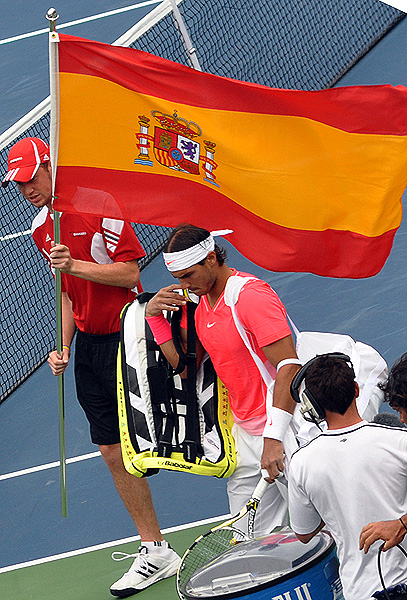
納達爾於2010年羅傑斯杯

2010年是納達爾職業生涯以來表現最佳的賽季。他擺脫了自從去年5月以來，長達11個月未能奪冠的低潮，在紅土賽季中重返巔峰，不但完成同年的紅土大滿貫，更囊括三座大滿貫（法網、溫網、美網）在內的七項ATP單打賽事冠軍，成為網球史上第七位完成職業大滿貫與第二位完成職業金滿貫的球員，也宣告他再次提前確定年終第一位置。
澳洲公開賽進入八強後，他因為膝傷復發而退賽，以3–6、62–7、0–3直落三盤敗給穆雷，宣告衛冕失敗。法國公開賽，他第五度進入決賽，以6–4、6–2、6–4直落三盤打敗索德靈，拿下第五个冠軍與第七个大滿貫，並且重回世界第一。溫布頓錦標賽他第四度進入決賽後，以6–3、7–5、6–4直落三盤擊敗捷克選手托馬什·貝爾迪赫，拿下第二个冠軍與第八个大滿貫。美國公開賽首度闖入決賽後，他以6–4、5–7、6–4、6–2擊敗塞爾維亞選手諾瓦克·喬科維奇，拿下第一个冠軍與第九个大滿貫。年終世界巡迴總決賽首度闖入決賽後，他3–6、6–3、1–6敗給費德勒。此外他还奪得了三个大師賽單打冠軍（蒙地卡羅、羅馬、馬德里紅土賽事）和一个黃金國際賽冠軍（東京硬地賽事）。

### 2011年：第六座法网冠军

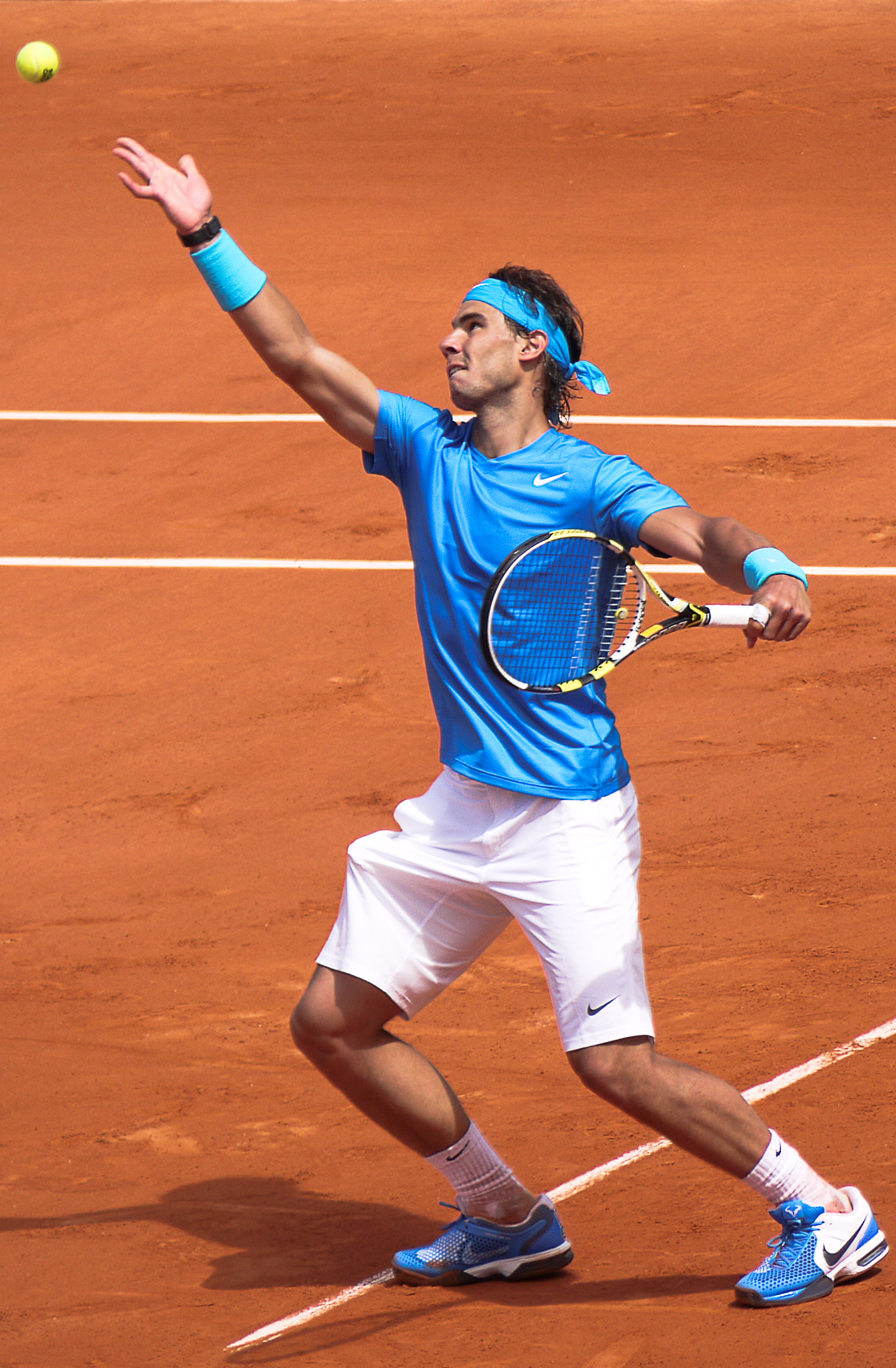
納達爾在2011年的法網中

2011年，納達爾受到喬科維奇強力的挑戰，不僅在多項大型賽事負於後者，7月，也讓出球王寶座給後者，不過仍然在蒙地卡羅連續七年獲得冠軍與摘下一座大滿貫單打錦標（法網）。
澳洲公開賽進入八強後，纳达尔因膝傷以4–6、2–6、3–6直落三盤敗給同胞費雷爾。讓他的大滿貫賽連勝止步于25场，連奪四大滿貫之夢也告破碎。四月在蒙地卡羅大師賽奪冠，成為網球公開賽年代以來在同一項賽事中，首位連續七年贏得冠軍的選手。法國公開賽，第六度進入決賽後，以7–5、7–63、5–7、6–1擊敗費德勒而衛冕成功，拿下第六座冠軍與第十座大滿貫，這也宣告他與博里共同享有在公開賽年代以來，最多法國公開賽冠軍的紀錄。溫布頓錦標賽，第五度進入決賽後，以4–6、1–6、6–1、3–6敗給喬科維奇。不但宣告衛冕失敗，世界第一位置更被後者所取代。美國公開賽，連續兩年進入決賽後，以2–6、4–6、7–63、1–6負於喬科維奇。年終ATP世界巡迴總決賽，他在小組巡迴賽以一勝二負的成績遭到淘汰出局。

### 2012年：第七座法网冠军，開高走低，因傷退出
2012年，拿度再次出現類似2009年時的情況，也是高開低走和受傷患困擾，前半年的硬地和泥地賽季皆表現出色，在蒙地卡羅連續八年獲得冠軍與摘下一座大滿貫單打錦標（法網），但溫網第二圈出局則成了整年的轉捩點，及後他的膝傷惡化，而要退出溫網後的所有賽事，包括奧運會、美國網球公開賽、年終賽和台維斯盃。
2012年，澳洲公開賽，第二度進入決賽後，以7–5、4–6、2–6、7–65、5–7敗給喬科維奇。四月在蒙地卡羅大師賽奪冠，成為網球公開賽年代以來在同一項賽事中，首位連續八年贏得冠軍的選手。法國公開賽，第七度進入決賽後，以6–4、6–3、2–6、7–5擊敗喬科維奇而衛冕成功，拿下第七座冠軍與第十一座大滿貫，這也宣告他超越瑞典名將博里，在公開賽年代以來，成為最多法國公開賽冠軍球員的紀錄。溫布頓錦標賽進入第二輪後，意外的以69–711、6–4、6–4、2–6、6–4的盤數爆冷敗給了世界排名100名的捷克選手拉索爾，這也是自從2005年溫布頓錦標賽後，再次的在第二輪出局。而之後他更受膝傷因擾，而宣佈放棄衛冕奧運會男子單打金牌和參加餘下賽事的資格。其中美國公開賽後，因為安迪·梅利奪冠，拿度的世界排名跌至第四位。而西班牙在台維斯盃亦因他受傷缺陣的關係，在決賽以總比數2–3敗給捷克，宣告衛冕失敗。

### 2013年：第八座法网冠军與第二座美網冠軍，重返球王
2013年，納達爾重返網壇後，他所參加的巡迴賽中，有13項闖入決賽，並且拿下兩座大滿貫單打錦標（法國公開賽、美國公開賽）在內的十項ATP單打賽事冠軍，10月，生涯第三度登上世界第一，並且他在生涯第三度確定年終第一位置。
2013年，澳洲公開賽，因腸胃病毒感染退出比賽。2月，納達爾結束長達七個月的養傷期，在南美洲紅土賽中復出。法國公開賽第八度進入決賽後，以6–3、6–2、6–3擊敗費雷爾而衛冕成功，拿下第八座冠軍與第十二座大滿貫，成為職業網壇史上首位在一個大滿貫賽中八度封王的球員。不過於該年溫布頓錦標賽的第一輪出局，以64–7、68–7、4–6爆冷敗給世界排名135位的比利時選手史提夫·達爾西斯，職業生涯首次於大滿貫首圈出局。美國公開賽進入決賽，以6–2、3–6、6–4、6–1擊敗喬科維奇，贏得第二座冠軍與第十三座大滿貫，大滿貫數正式超越超越澳洲羅伊·愛默生的十二座，居網球史上第三位，10月，重回世界第一。此外他还奪得了五个大師賽單打冠軍（印地安泉、加拿大（蒙特婁）、辛辛那提硬地賽事、馬德里與羅馬紅土賽事），二个黃金國際賽冠軍（阿卡普爾科、巴塞隆納紅土賽事）和一个國際賽冠軍（一座：巴西紅土賽事）。

### 2014年：第九座法網冠軍，完成法網五連霸，第14座大满贯
2014年，有七項闖入決賽，並且拿下一座大滿貫單打錦標（法國公開賽）在內的四項ATP單打賽事冠軍。
2014年，澳洲公開賽，第三度進入決賽後，以3–6、2–6、6–3、3–6負於斯坦尼斯拉斯·瓦夫林卡。法國公開賽第九度進入決賽後，以3–6、7–5、6–2、6–4擊敗喬科維奇而衛冕成功，拿下第九座冠軍與第十四座大滿貫，首度完成五連冠並且成為職業網壇史上首位在一個大滿貫賽中九度封王的球員，大滿貫數目追平美國名將皮特·桑普拉斯的十四座，居網球史上第二位。在温布尔登锦标赛進入第四輪後纳达尔以65–7、7–5、65–7、3–6爆冷输给世界排名144的澳大利亚天才少年基爾喬斯无缘八强，由於喬科維奇最終奪冠，球王之位因而被取代。8月18日，纳达尔在其个人社交网站Facebook宣布因手腕伤势退出2014年美网赛事，无缘卫冕该项大满贯赛事。

### 2015年：生涯低潮，競爭力大幅下降
澳洲公開賽進入八強後，以2–6、0–6、65–7負於托馬什·貝爾迪赫，法國公開賽進入八強後，以5–7、3–6、1–6負於喬科維奇而衛冕失敗，法網39連勝也宣告終止，在温布尔登锦标赛進入第二輪後纳达尔以5–7、6–3、4–6、4–6爆冷敗給世界排名102的達斯汀·布朗，美國公開賽在第三輪，以6–3、6–4、4–6、3–6、4–6負於法比奧·福尼尼。此外他还奪得兩个國際賽冠軍（阿根廷紅土賽事與斯圖加特草地賽事），這是納達爾目前為止表現最差的一年。

### 2016年：因傷所苦，雪上加霜
澳洲公開賽在第一輪，以66–7、6–4、6–3、64–7、2–6負於費爾南多·貝爾達斯科，法國公開賽在第二輪，因左手腕受傷而宣布退賽，在温布尔登锦标赛，因左手腕傷而未參賽，美國公開賽進入第四輪，以1–6、6–2、4–6、6–3、66–7負於盧卡斯·普耶。此外他还奪得了一个大師賽單打冠軍（蒙地卡羅紅土賽事），一个黃金國際賽冠軍（巴塞隆納紅土賽事）。

### 2017年：重返第一：法網第十冠與美網第三冠
澳洲公開賽，第四度進入決賽後，以4–6、6–3、1–6、6–3、3–6，負於費德勒。在决胜盘，纳达尔率先完成破发，但最终没能把握住胜利机会。法國公開賽，第十度進入決賽後，以6–2、6–3、6–1擊敗斯坦·瓦林卡，拿下第十座冠軍與第十五座大滿貫，成為職業網壇史上首位在單一大滿貫賽事中十度奪冠的球員，也是睽違三年的大滿貫金杯，上演了一場網壇的浴火重生，且大滿貫數目超越美國名將皮特·桑普拉斯的十四座，居網球史上第二位。溫布頓錦標賽，在16強賽，惡戰4小時47分鐘，遭盧森堡老將吉尔·穆勒以3–6、4–6、6–3、6–4、13–15淘汰。美國公開賽，第四度進入決賽後，以6–3、6–3、6–4擊敗南非長人凱文·安德森睽違四年再拿美網冠軍，也是生涯第三座美國網球公開賽冠軍，個人生涯第16座大滿貫冠軍。

### 2018年：法網第11冠
澳洲公開賽，納達爾闖入八強，然而在帶傷上陣的情形下，和馬林·契利奇激戰到第五盤，才忍痛宣布拱手送出準決賽門票。
經過休息調養後，來到紅土賽季，納達爾繼續延續往年紅土之王的氣勢，在2018年法網前，除了多米尼克·蒂姆之外，沒人能擋住他收下紅土賽金杯。法國公開賽，納達爾以衛冕者之姿高掛第一種子，雖然在八強蠻牛失常，差點被阿根廷小巨人迪亞哥·施瓦茲曼爆冷翻盤（這位選手讓納達爾在法網連拿37盤的紀錄畫下句點），幸運的是雨神二度救命，讓蠻牛得以讓一追三，接著再直落三淘汰另一個阿根廷人胡安·馬丁·德爾波特羅，最後在決賽，雖然沒有任何一個ACE球，靠著穩紮穩打，以6–4、6–3、6–2，直落三盤擊退多米尼克·蒂姆，達成法網二連霸、生涯法網第11座冠軍，同時也是第17座大滿貫金盃。溫布頓錦標賽，納達爾與喬科維奇在四強賽狹路相逢，並因另一邊凱文·安德森和約翰·伊斯納的超級馬拉松大戰，必須將比賽保留到隔一天。雖然1–2盤數落後的納達爾拿下第四盤，又和喬科維奇在第五盤打得膠著，但最终以8–10输掉了决胜盘。美國公開賽，在第三輪開始到八強，接連遭遇多次惡戰。纳达尔在準決賽遭遇胡安·馬丁·德爾波特羅，在盘分0–2落后的不利局势下因膝盖问题选择退賽。

### 2019年：破記錄的一刻，法網第12冠與美網第四冠
澳洲公開賽，納達爾在決賽前所向披靡，不失一盘挺进决赛。决赛中，纳达尔在老对手德约科维奇面前大失水准，以3–6、2–6、3–6的比分直落三盤遭到德约科維奇橫掃，第四度獲得亞軍（2012、2014、2017、2019）。法國公開賽，纳达尔一路过关斩将，在半决赛中3–0横扫老对手费德勒，挺进决赛。面对在巴塞罗那500赛戰勝他的蒂姆，纳达尔決賽以6–3、5–7、6–1、6–1四盤击败蒂姆，奪下第12个火槍手盃與第18座大滿貫，第三度完成法網三連霸，創下罗兰加洛斯赛事的记录。溫布頓錦標賽，纳达尔状态不凡，一路打入半决赛。在半决赛中，纳达尔以6–7、6–1、3–6、4–6，盘分1–3敗給老对手費德勒，无缘进入决赛。美國公開賽，纳达尔在決賽中经受严峻考验。他先下两盘，但在第三盘打丢关键的高压球，随后被梅德韦杰夫连追两盘打平。在第五盘中，纳达尔经受住梅德韦杰夫在自己发球局的强力冲击，最终化解多个破发点并完成反破，以7–5、6–3、5–7、4–6、6–4五盤擊敗丹尼爾·梅德韋傑夫，奪下第四個冠軍與第19座大滿貫，离费德勒20座大满贯的历史纪录仅一步之遥。

### 2020年：法網第13冠，第20座大满贯
2020年澳网公开赛，纳达尔在8强战中输给蒂姆，无缘四强。
随着2019冠状病毒病在全世界大爆发，大量赛事被迫取消或者延期。法国公开赛延期到10月，温布尔顿锦标赛取消。出于安全考虑，纳达尔没有参加美国公开赛。
法国公开赛，纳达尔强势衛冕，前六場賽事中，一盤未失；決賽中延續他在紅土球場的優勢，第一盤就以6–0打得喬科維奇毫無招架之力，之後喬科維奇試圖反撲，但最終仍以6–2、7–5三盘擊敗對手，正式追平了费德勒的20座大满贯记录，这也是他的第13个法网冠军。这场决赛也恰好是他在法网的第100场胜利，亦是他个人职业生涯第999场胜利，並且為史上唯一3度於單一賽事中四連霸的球員。

### 2021年：受傷且無緣大滿貫冠軍
在2021年澳大利亚网球公开赛上，纳达尔在八強赛中领先两盘情况下被逆轉输给了斯特凡诺·西西帕斯。 这是纳达尔第二次在先赢下两盘之后输掉大满贯比赛。纳达尔接下来在蒙特卡洛大师赛中出战，连续以两盘击败费德里科·德尔波尼斯和格里戈尔·迪米特罗夫，进入四強赛，但三盤不敌安德烈·鲁布列夫。
纳达尔在巴塞罗那公开赛决赛中挽救了一个冠军点击败了西西帕斯赢得了个人的第十二个冠军。比赛历时3小时38分钟，是自1991年首次有统计数据以来最长的三局两胜制的ATP巡回赛决赛中最长的一场比赛。纳达尔挽救了他所面临的13个破发点中的11个。纳达尔已经连续18个赛季赢得巡回赛桂冠。纳达尔在意大利公开赛克服了德约科维奇在决赛中的冲击，以7–5、1–6、6–3夺得了该赛第十座奖杯。屆此，他在四项赛事中获得十座以上奖杯，分别是法国公开赛、蒙地卡羅大師賽、巴塞罗那公开赛以及意大利公开赛。胜利也为纳达尔赢得了第36个ATP1000大师赛冠军，追平德约科维奇保持的纪录——自1990年以来最多ATP1000大师赛冠军头衔球员。
纳达尔在法國公开赛爭取個人的第14座法網冠軍及個人第21座大滿貫，一路殺入最後四強，碰上宿敵德约科维奇。纳达尔開局狀態出色先取一盤，但其後德约科维奇回勇，多次打破纳达尔發球局，最後纳达尔飲恨連輸3盤，止步四強衛冕失敗。這是他在法網100多場比賽以來的第3次失利，其中2次對手便是德约科维奇。 隨後，他宣佈提早結束今年賽季，以爭取時間治療脚傷。

### 2022年：第2座澳網冠軍，法網第14冠，第22座大滿貫
納達爾在澳洲公開賽中第六次殺入決賽，冠軍戰過程中，在落後兩盤的絕對劣勢下，他仍展現出永不放棄的精神，成功連追三盤反勝丹尼爾·梅德韋傑夫，以盤數3–2奪得個人第2座澳網冠軍，成就雙輪大滿貫；超越羅傑·費德勒及諾瓦克·喬科維奇，成為男子網壇史上第一個奪下21座大滿貫的球員。在法網八強賽時遭遇諾瓦克·喬科維奇，在不被看好的狀態下，在對決中納達爾以6–2、4–6、6–2、7–64險勝，後在決賽遭遇卡斯珀·魯德以6–3、6–3、6–0直落三盤奪下生涯第14座法網冠軍，達成奪下生涯22座大滿貫的成就。之後在溫布頓網球錦標賽雖在八強中獲勝，但因腹部肌肉撕裂退出四強比賽，無緣在賽季大賽收下第三冠，甚至是年度大滿貫。在美國公開賽，他在第四輪以4–6、6–4、4–6、3–6不敵法蘭西斯·蒂亞弗。

### 2023年：傷後未痊癒
納達爾參加了1月份的澳網，他在澳網第二輪失利後，2023年幾乎沒有比賽。6月，納達爾動了臀部手術，至2023年年底納達爾排名跌落至第670名。2023年12月底，納達爾決定復出參加隔年的澳洲公開賽。

### 2024年：本年退休且返回ATP巡迴賽
納達爾以7–5、6–1擊敗前美國公開賽冠軍多米尼克·蒂姆，在2024年布里斯班國際賽開始了他的賽季。他隨後以 6–1、6–2 擊敗了澳洲公開賽雙打衛冕冠軍傑森·庫伯勒。在四分之一決賽中被喬丹·湯普森擊敗後，他的跑程被縮短，後者在對陣納達爾的比賽中挽救了三個賽點。比賽中，他肌肉受傷，導致他缺席了澳洲公開賽。納達爾在2024年3月3日在拉斯維加斯舉行的Netflix Slam電視轉播表演賽中對陣卡洛斯·阿爾卡拉斯。
2024年5月27日，納達爾在首輪輸給亞歷山大·茲維列夫後，被淘汰出法國公開賽。
納達爾跳過了草地賽季，包括沒有進入溫布頓錦標賽，納達爾於瑞典網球公開賽上重返賽場，與卡斯珀·魯德搭檔雙打擊敗二號種子米格爾·安赫爾·雷耶斯-瓦雷拉和吉多·安德烈奧齊。
2024年10月10日，纳达尔宣布，他會在11月的戴维斯杯结束后退役。

## 受封侯爵
2025年6月19日，費利佩六世國王授予拿度「馬略卡島萊萬特侯爵」頭銜，以表彰他對體育的傑出貢獻。 國王評論受封者們：「他們無論在為王室服務，或是在思想、文化、科學、藝術和體育領域，都堪稱卓越典範。」

## 主要對戰

### 與費德勒的對戰史

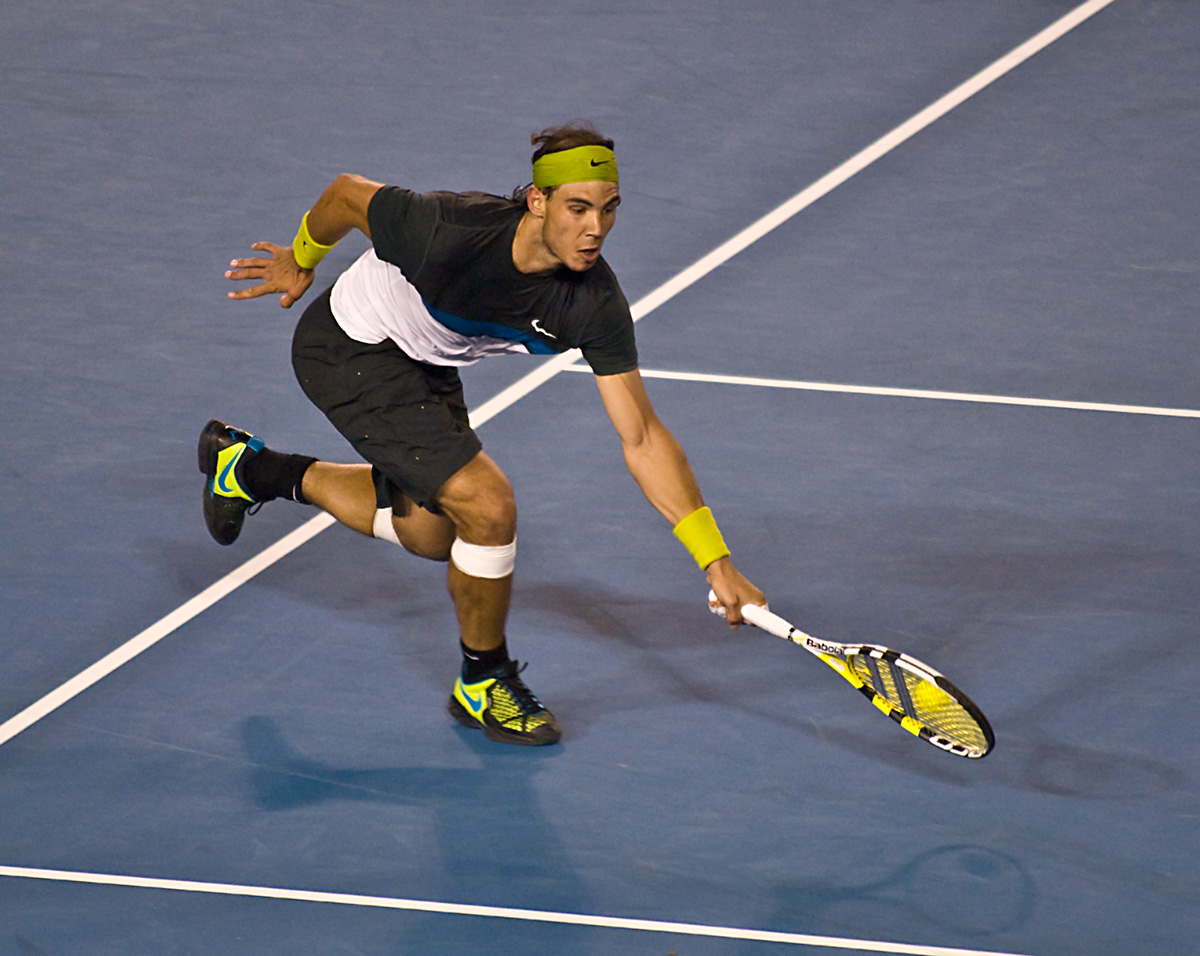
納達爾在2009年澳洲公開賽決賽

- 納達爾與費德勒從2004年到2019年為止，對戰多達40次。雙方的對決，也是他們各自的职业生涯中，最重要的一部分。職業生涯對戰為24勝16負。
- 二人的40场对决中，納達爾在紅土場上取得絕對的優勢（14勝2負），在硬地上（9勝11負）和草地場上皆稍微落後於費德勒（1勝3負）。
- 他們在大滿貫的決賽中，一共曾對戰九次，為公開賽年代以來出現次數最多的決賽組合。其中納達爾以六勝三負佔優，包括在法國公開賽的紅土場上四勝對手（2006–2008、2011），並在溫布頓錦標賽（2008）的草地上和澳洲公開賽（2009）的硬地上两度奏凱，另外三次則於溫布頓錦標賽（2006–2007）和澳洲網球公開賽（2017）中敗給費德勒。
- 由於他們從2005年到2011年為止，排名長期維持在前二名，幾乎沒有變動，又常在決賽碰頭，所以眾多名宿皆認為兩人的對戰史是網球史上最為經典的對決，超越了80年代的比约恩·博里與約翰·麥肯羅及90年代的安德烈·阿加西與皮特·桑普拉斯這兩對前代經典。[81][82][83]
- 2008年溫布頓網球錦標賽決賽，二人不但於技術上都發揮得淋漓盡致，而雙方所表現出的強大求勝心、在逆境中展現的無比鬥志，再加上長局制的戲劇性、與及氣候的不穩定（多次下雨和雨停）等等眾多因素造就了這場比賽的傳奇性，被許多名宿、名將和評論家許為網球史上最經典、最難忘的一場傳奇决戰。[84]

### 與喬科維奇的對戰史
- 納達爾與喬科維奇從2006年到2022年為止，對戰多達59次。職業生涯對戰為29勝30負。
- 他們在大滿貫決賽對戰次數達到9次。其中納達爾拿下5次的勝利。為硬地的美國公開賽（2010、2013）、紅土的法國公開賽（2012、2014、2020），其餘4次負於喬科維奇，分別在溫布頓錦標賽（2011）、美國公開賽（2011）與澳洲公開賽（2012、2019）。
- 2006年到2010年為止，納達爾一直保持對喬科維奇勝多敗少的優勢，以16勝7負領先，不過從2011年至2016年，喬科維奇精進技術與增強體能後，納達爾與他的交手，便處於下風，以7勝19負落後。自2017年起，納達爾重返巔峰，取得6勝4負戰績。
- 納達爾對喬科維奇的59场對戰中，在紅土（20勝8負）取得大幅領先的记录，硬地（7勝20負）明顯落後於後者，在草地（2勝2負）则與喬科維奇平分秋色。

### 與莫瑞的對戰史
- 納達爾與安迪·莫瑞的25次對決，職業生涯對戰為17勝8負。

### 與蒂姆的對戰史
- 納達爾與多米尼克·蒂姆的15次對決，職業生涯對戰為9勝6負。
- 他們只有3次是在硬地賽場（2018年美網8強、2020年澳網8強以及同年倫敦年終錦標賽），其餘全都是在紅土賽場碰頭。
- 在大滿貫對戰中，納達爾目前在法網取得4勝，在美網也有1勝的優勢，但蒂姆在澳網1勝。

## 技術分析

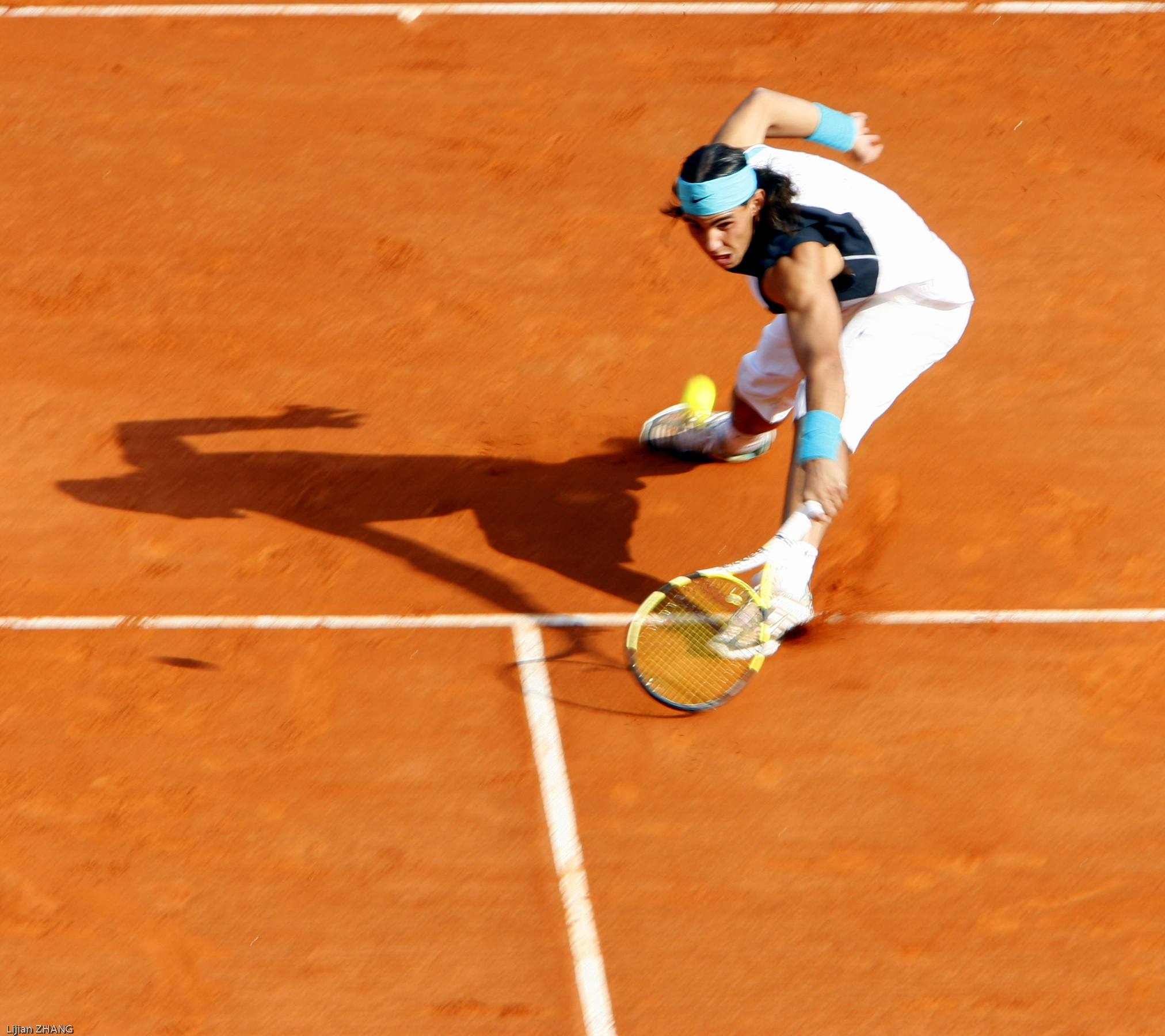
納達爾在紅土上擊球

納達爾是一名防禦型底線型球員，他擅于利用強而有力的上旋球、快速移動的腳步和堅強的意志力，持續來回壓迫對手，迫使對方失誤，故在泥地球場的表現特别優異，被譽為“网球史上第一红土之神”。他在場上眾所皆知的運動能力和速度，也讓他的防禦能力相當強大，常能在防守中反击給對手，打出制勝球。他还精於放小球及出色的切球，搭配这种建立在他渾重的旋转击球之上的近网球，能迫使對手移出場外，因此經常能成功得分，另外由於紅土球場的特性，可以施展滑步來救球，基於以上性質，因此他能在法國公開賽，創造十年內奪下九座冠軍的紀錄。雖然他是一位底線型球員，仍被許多評論員（包括約翰·麥肯羅）認為是優秀的截擊者，所以他能在溫布頓草地上五度闖入決賽，並拿下兩屆冠軍。2009年后，不少观察家认为他的上網技術更加精進了。
納達爾最主要的武器，在于他左手持拍，採用西方式握拍（後改用半西方式握拍），運用甩鞭式的方式擊球。他以球拍隨揮繞過自己頭頂的動作，賦予球極强的旋转，左手正手產生強烈的上旋球。2009年澳洲公開賽期間，美國知名網球網站（tennisplayer）曾利用高速攝影機拍下比賽細節，從生物力學角度對網球選手的技術進行分析，發現納達爾擊球後產生的旋轉，每分鐘最高可達4900轉，平均值3300轉，明顯高於現役其他選手。另外，他近乎垂直的揮拍軌跡和超乎常人的拍擊速率，使他打出的上旋球，對手不容易抓到準確落點，即使接到也難施力回擊。納達爾這种獨特的擊球方式，被譽為網球技術的革命性創舉，專家将其命名为「納達爾轉」。當他在底線上陷入短球時，他的正拍帶出來的上旋球，可以降低在短球時，被對手利用來作為攻擊的概率。雖然他的正手是建立在上旋球上的，不過他仍然可以擊出常見的乾淨俐落又平又深的致勝球。另外，纳达尔的反手是一種不同風格的武器。大多數職業網球選手，用雙手反手擊球時，手臂會稍微彎曲，而納達爾用雙手反手擊球時，手臂卻是完全伸直，類似於八屆大滿貫得主安德烈·阿加西。這對提早擊球較為有利，所以他能在球上升點中打出又平又重的球。
納達爾的發球，最初被認為是他技術上的弱點，不過2005年之後，他便慢慢改進這項罩門，增加一發得分率和破發點得分率，逐漸能在快速場地產生競爭力。不過他依赖發球上的得分，是屬於戰術佈局上的得分，而不是屬於發球得分。然而，在2010賽季之前，他調整了發球動作，轉變成提前達成獎杯姿勢，同時降低在獎杯姿勢時的拉拍位置。2010年美國公開賽之前，他修改發球握拍方式為大陸式握拍。這兩項改變在他的發球時速增加了10英里，平均發球時速到達135英里（217公里），讓他能在發球上輕易得分。
在球場上，納達爾的思考能力和戰略方針是他另外的優勢。只要比賽尚未結束，他便不會因為球場上的分數而感到沮喪。有時儘管面臨落敗邊緣，他仍然專注於當下的每一分，從不輕易放棄比賽。他會根據場上的外在變數來衡量，如：場地因素、天氣狀況、對手戰略等等情況，調整自己的狀態，適應當下的情況。
由於上述特性，纳达尔在紅土的表現格外優異。在鞏固紅土成績之後，納達爾加強了原本相對弱勢的發球品質，搭配反拍削切球，以及適時的網前截擊。这使得他自08年起，在草地與硬地的表現明顯提昇，打法逐漸適應各類場地，使他擺脫紅土之王的標籤，朝攻守兼備的全面型球員轉型。儘管他的才能與天賦廣受肯定，但他的打法容易導致受傷，因此他的運動生涯是否能長久維持，便不斷受到外界的質疑。他曾在ATP巡迴賽選手會議中，承認硬地球場對他身體造成的傷害，并呼籲職業網球聯合會必須在每一年的賽程中減少一些硬地比賽。

## 球場外的活動

### 裝備與贊助

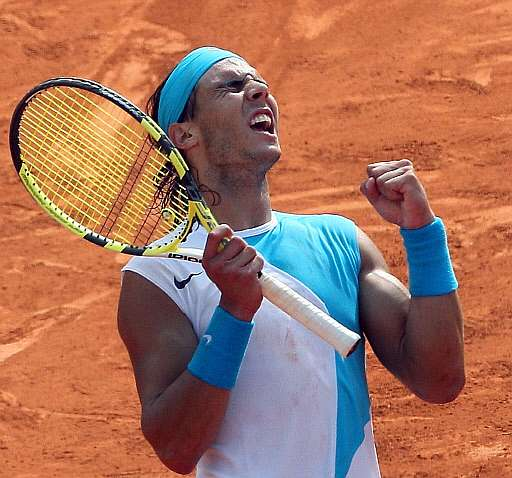
2007年法國公開賽納達爾比賽時穿著耐吉無袖襯衫、頭帶與腕帶，握著巴博拉球拍

納達爾是起亚汽车公司的全球廣告大使。2008年5月，起亚在黏土动画播放他與外星人比賽。他與通用DVD也有贊助合同。
耐克是他的服裝與球鞋的贊助商。他在球場上明顯特徵為無袖襯衫搭配3/4卡普里褲。2009年，他的風格轉型為較為傳統服裝，耐克建議他變更形象，顯示在這個時代中他作為頂尖運動員新的狀態和風格，與他之前"海盜"的形象有不小的區別，廣泛受到消費者的模仿。阿布達比和多哈這兩項熱身賽，他穿著Polo衫搭配剪短到膝上短褲進行比賽，是耐克特別為他訂製的。從2009年澳洲網球公開賽起，他開始延續較為傳統的風格，他的上衣是Nike's Bold Crew Men's Tee襯衫、他的褲子是長格短褲。他的網球鞋是Nike's Air CourtBallistec 2.3。在網球賽季中，他的網球鞋會有各種不同客製化的款式，不管是哪一種款式，都會有標誌"Rafa"（在右邊球鞋上）與公牛（在左邊球鞋上）。
納達爾的球拍是BABOLAT AeroPro Drive，握把尺寸是L2—4 1/4吋。從2010年球季開始，基於BABOLAT行銷策略，他的球拍加上了新款 Babolat AeroPro Drive with Cortex GT球拍的塗裝。2010球季以前，納達爾使用的球線是Duralast 15L，之後他改用新款黑色RPM Blast球線。無論場地、狀況，納達爾固定將球線張力穿到55磅（25公斤）。
2010年1月，他是家鄉馬個卡奥里公司的國際大使，他從小就食用該公司的產品。
2010年5月，豪華錶商Richard Mille宣佈與他合作，讓他作為Richard Mille RM027 Tourbillon超輕型手錶的形象大使。該錶由鈦和鋰製作，售價為525,000美元。2010年法網，男性健美宣佈與Richard Mille共同作為當他在球場上的贊助。
2011年2月，他取代基斯坦奴·朗拿度在2011年春/夏時裝為亞曼尼代言內褲產品。這是第一次有網球選手進行這樣的工作，從2008年開始都是知名足球選手大衛·貝克漢與朗拿度進行代言活動。亞曼尼會選擇他，認為他是年輕人之中代表健康與積極的模範。

### 流行文化
2010年2月，拿度參與哥倫比亞流行歌手夏奇拉的音樂影像拍攝，在她的最新專輯女狼出没內的吉普賽曲目裡，二人親密的舉止，引起外界熱烈的討論。夏奇拉在採訪時被拉丁美洲先驅論壇報問到，為何要選擇他來合作，因此夏奇拉解釋：「我想我需要一個人在某些場合來參與。我想拿度17歲時，在非常小的年紀便已經證明了自己天赋绝佳，因此選擇他來合作。」夏奇拉又補充談到吉普賽曲目：「我從非常年輕起便开始踏入這條演藝道路，我想正是吉普賽的由來之一。」

### 行星命名
為表揚拿度在網球界的成就以及对西班牙体育的优异贡献，西班牙馬略卡天文台將一顆於2003年5月28日發現的128036號小行星命名為「納達爾星」，成為首位獲行星命名的網球選手。

### 網球教育
2016年，納達爾在家鄉馬納科爾（西班牙馬略卡島）成立「拉法納達爾網球學院」（Rafa Nadal Academy），將他的訓練場地改造成一個高性能的網球中心，納達爾與他的團隊根據多年來在ATP巡迴賽中獲得的經驗，創建了一個獨特的訓練系統，將網球與教育相互結合，讓學生在不犧牲學業的情況下繼續網球生涯。該學院設施包含19個硬地球場、13個紅土球場、7個室內紅土球場、4個室內硬地球場，位於中心的還有國際學校、體育住宅、拉斐爾·納達爾博物館、健康診所、帶水療中心的健身中心和咖啡廳。
2019年陸續在墨西哥、希臘合作開設2間拉法納達爾網球中心，2020年於科威特成立馬納科爾以外的第二所網球學院，包括8個室內球場、8個室外球場、1500個座位的露天體育場，以及一個帶頂棚可容納5,000名觀眾的多功能場館。2022年，與西班牙阿方索十世薩比奧大學（Alfonso X El Sabio University，UAX）合作開設拉法納達爾體育大學。

### 足球投入
納達爾從小喜歡積極參與西班牙足球活動。他是一位熱衷支持皇家馬德里的球迷。2010年7月8日，根據新聞報導，他成為了皇家馬略卡的股東。皇家馬略卡是他家鄉的俱樂部，那時正積極想辦法，從負債情況中尋求協助。根據傳聞他擔任副總裁可獲得10%的報酬，但是他拒絕這項酬勞。雖然他的叔叔米格尔·安赫尔·纳达尔成為了米歇尔·劳德鲁普的助理教練，但他仍然保持對皇家馬德里熱情的支持。
他也是西班牙國家足球隊熱情的球迷，西班牙皇家足球協會允許他進入隊伍包廂，共同分享2010年世界杯足球赛决赛拿下勝利的喜悅。

### 慈善活動
2007年，納達爾基金會成立。並於2008年2月時，在西班牙馬略卡網球俱樂部舉行了正式發表會。納達爾基金會關注於社會工作與發展中的兒童與青少年。他也受到紅十字會的啟發與西班牙足球運動員伊克尔·卡西利亚斯，舉行慈善賽共同支持對抗疟疾，他的家人擔任基金會的職務。另外罗杰·费德勒給予他建議該如何運作慈善事業。由於印度貧困的事實，促使他竭力幫助西班牙巴利阿里群島的居民，或是幫助海外地區的人們。
2010年10月16日，他第一次到達印度最貧窮的地區安得拉邦並給予援助設法改善當地的環境。他在安得拉邦這個地區南方有一座學校。他的基金會與維森特·費雷爾基金會運作阿嫩達布爾區教育中心（Anantapur Educational Center project）計劃。
2011年7月，ATP「Aces For Charity」公佈首批慈善基金補助名單，納達爾基金會也名列其中。該基金會主要合作對象，除了前述的印度教育計畫之外，還包括特殊奧林匹克運動會以及SOS兒童村。

## 評價
納達爾以19歲的年紀，首次參加2005年法國公開賽，便能一舉奪下冠軍，因此賽後評論被七屆大滿貫得主約翰·麥肯羅：「納達爾是20年前貝克首度贏得溫網冠軍後，他是網壇最讓人期待的新秀。」
2007年，納達爾創造紅土81連勝和連續三年拿下法國公開賽冠軍後，因此被外界評論為他的成就將類似於塞爾希·布魯格拉、托馬斯·穆斯特、古斯塔沃·库尔滕等前代紅土好手，只能在紅土球場封王，不過2008年，他精進發球、切球、截擊技術與調整球場上站位（更接近於底線）後，他卻能繼11屆大滿貫得主比约恩·博里，連續拿下法國公開賽與溫布頓錦標賽，因此女子網壇18屆大滿貫得主玛蒂娜·纳芙拉蒂洛娃：「納達爾打出反手拍前，他的切球相當有技巧性與他的移位是難以想像的迅速。」
2010年，納達爾提升技術上最多的環節，就是他的發球。這是令人感到神奇的轉變。職業生涯前期，他的發球容易被對手提前預判和攻擊。然而在2010年，他改變他的發球動作。運用更多肩部、腿部和臀部肌肉，如此一来，發球從原先的弱點，變成他得分上的利器，技術上變得更加全面。2010年美國公開賽賽決賽結束後，14屆大滿貫得主桑普拉斯受訪時談到：「纳达尔是个令人感到驚奇的網球运动员，不管身体上或精神上都是我见过最為强悍的人，如果他能继续保持，他可以繼續拿下大满贯冠军。他和费德勒是这个时代最傑出的网球選手。」另外美國公開賽官網，撰文說他在球場內外的差異：「他在球場上是如此果決且毫不手軟，正是如此讓他拿下包含九座大滿貫在內的42座冠軍，但是他在場外卻是非常謙遜且平易近人，他的風格就像是英國紳士。」
2012年，納達爾奪下生涯第七座法國公開賽冠軍，超越比约恩·博里成為史上法國公開賽冠軍數量最多的選手，史上最佳紅土球員的定論也塵埃落定。比约恩·博里盛讚納達爾：「納達爾是紅土球場上從未有過的最佳球員，他僅僅只在法網輸過一場比賽，他在紅土上的成就沒有任何人能超越！」

## 特殊紀錄

### 大滿貫紀錄
| 大滿貫                                                   | 年度                     | 紀錄達成                                   | 選手達成                                            |
| 澳洲公開賽 法國公開賽 溫布頓錦標賽 美國公開賽            | 2005-2022                | 生涯大滿貫冠軍數 22冠                      | 諾瓦克·喬科維奇24冠                                 |
| 澳洲公開賽 法國公開賽 溫布頓錦標賽 美國公開賽 北京奧運會 | 2009 2005 2008 2010 2008 | 生涯金滿貫                                 | 安德烈·阿加西 諾瓦克·喬科維奇                       |
| 澳洲公開賽 法國公開賽 溫布頓錦標賽 美國公開賽            | 2009 2005 2008 2010      | 生涯大滿貫                                 | 羅德·拉沃 安德烈·阿加西 羅傑·費德勒 諾瓦克·喬科維奇 |
| 澳洲公開賽 法國公開賽 溫布頓錦標賽 美國公開賽            | 2022 2006 2010 2013      | 雙圈大滿貫                                 | 羅德·拉沃 諾瓦克·喬科維奇三圈                       |
| 澳洲公開賽 法國公開賽 溫布頓錦標賽 美國公開賽            | 2005–2014                | 連續十年至少獲得一座冠軍                   | 紀錄保持者                                          |
| 澳洲公開賽 – 法國公開賽 – 溫布頓錦標賽 – 美國公開賽      | 2005–2010                | 在草地、硬地和紅土上至少有二座大滿貫       | 马茨·维兰德 諾瓦克·喬科維奇                         |
| 法國公開賽 – 美國公開賽                                  | 2010                     | 同年奪得紅土、草地和硬地球場大滿貫         | 諾瓦克·喬科維奇                                     |
| 法國公開賽 – 美國公開賽                                  | 2010                     | 同年連奪三座大滿貫                         | 羅德·拉沃 諾瓦克·喬科維奇                           |
| 法國公開賽 – 美國公開賽                                  | 2008–2010                | 同時擁有紅土、草地和硬地大滿貫冠軍         | 羅傑·費德勒 安德烈·阿加西 諾瓦克·喬科維奇           |
| 奧運會 – 美國公開賽                                      | 2008–2010                | 同時擁有奧運單打金牌和紅土、草地和硬地冠軍 | 安德烈·阿加西                                       |
| 法國公開賽 – 溫布頓錦標賽                                | 2008、2010               | 海峽大滿貫：同年奪得法網與溫網             | 羅德·拉沃 比约恩·博里 羅傑·費德勒 諾瓦克·喬科維奇   |
| 法國公開賽                                               | 2005–2022                | 單一大滿貫最多冠（十四座）                 | 紀錄保持者                                          |
| 法國公開賽                                               | 2008、2010、2017、2020、 | 不失一盤奪冠次數（四度）                   | 紀錄保持者                                          |
| 法國公開賽                                               | 2010–2015                | 39場連勝                                   | 紀錄保持者                                          |
| 法國公開賽                                               | 2010–2014                | 法網最長連續奪冠紀錄（五連霸）             | 紀錄保持者                                          |

### ATP大師賽紀錄
| ATP大師系列賽             | 年度      | 紀錄達成                                  | 球員達成            |
| ATP大師賽                 | 2005–2021 | 最多單打大師賽冠軍（36座）                | 諾瓦克·喬科維奇     |
| 蒙地卡羅大師賽—法國公開賽 | 2010      | 紅土大滿貫：3座紅土大師系列賽和法國公開賽 | 紀錄保持者          |
| 蒙地卡羅大師賽            | 2005–2018 | 單一大師賽最多冠軍（11座）                | 紀錄保持者          |
| 羅馬大師賽                | 2005–2021 | 十座冠軍                                  | 紀錄保持者          |
| ATP大師賽                 | 2008–2010 | 連續21次進入八強                          | 紀錄保持者          |
| ATP大師賽                 | 2008.2010 | 連續獲得三種不同場地比賽冠軍              | 羅傑·費德勒（2004） |
| ATP大師賽                 | 2005–2014 | 連續十年至少一座冠軍                      | 紀錄保持者          |

## 獲獎
以下列出納達爾最具代表性的獎項：
- 勞倫斯世界體育獎年度最佳新人（2006年）
- 「歐洲最佳運動員獎」（2008年）[144][註 9]。
- 「BBC海外球员大奖」（2010年）[145][註 10]。
- 勞倫斯體育獎（2011年和2021年）[146][註 11]（依前一年表現）。
- 埃德伯格運動精神獎（2010年、2018至2021年）[147][註 12]（於隔年頒獎）。
- 年度卓越運動獎最佳男網球員 （2011年和2014年）
- 勞倫斯世界體育獎年度最佳復出獎 （2014年）
- 亞瑟·艾許人道主義精神獎（2011年）
- ATP年度新人獎（2003年）
- ATP最佳進步獎（2005年）
- ATP最佳復出獎（2013年）
- ATP年度最佳球員/年終球王（2008年、2010年、2013年、2017年、2019年）
- ATP最受歡迎球員獎（2022年）
- ITF世界冠軍（2008年、2010年、2017年、2019年、2022年）

## 生涯統計

### 大滿貫與年終賽年表
指引：
| W | F | SF | QF | #R | RR | LQ (Q#) | A | P | Z# | PO | SF-B | F-S | G | NMS | NH | NQ |

W：冠軍；F：亞軍；SF：四強；QF：八強；#R：前四輪；RR：小組賽；LQ：止步資格賽；A：缺席；P：比赛延期；Z#：戴维斯杯/联合会杯组别赛（#表示级别）；PO：參與戴維斯盃/联合会杯附加赛；SF-B：奧運會銅牌；F-S：奧運會銀牌；G：奧運會金牌；NMS：非ATP1000大師賽系列；NH：該賽事本年度未舉行；NQ：未入圍。
| 賽事             | 2003 | 2004 | 2005 | 2006 | 2007 | 2008 | 2009 | 2010 | 2011 | 2012 | 2013 | 2014 | 2015 | 2016 | 2017 | 2018 | 2019 | 2020 | 2021 | 2022 | 2023 | 2024 | 奪冠率 | 勝-負  | 勝率 |
| ---------------- | ---- | ---- | ---- | ---- | ---- | ---- | ---- | ---- | ---- | ---- | ---- | ---- | ---- | ---- | ---- | ---- | ---- | ---- | ---- | ---- | ---- | ---- | ------ | ------ | ---- |
| 澳洲網球公開賽   | A    | 3R   | 4R   | A    | QF   | SF   | W    | QF   | QF   | F    | A    | F    | QF   | 1R   | F    | QF   | F    | QF   | QF   | W    | 2R   | A    | 2/19   | 77–16  | 83%  |
| 法國網球公開賽   | A    | A    | W    | W    | W    | W    | 4R   | W    | W    | W    | W    | W    | QF   | 3R*  | W    | W    | W    | W    | SF   | W    | A    | 1R   | 14/18  | 112–4  | 97%  |
| 溫布頓網球錦標賽 | 3R   | A    | 2R   | F    | F    | W    | A    | W    | F    | 2R   | 1R   | 4R   | 2R   | A    | 4R   | SF   | SF   | NH   | A    | SF   | A    |      | 2/15   | 58–12  | 83%  |
| 美國網球公開賽   | 2R   | 2R   | 3R   | QF   | 4R   | SF   | SF   | W    | F    | A    | W    | A    | 3R   | 4R   | W    | SF   | W    | A    | A    | 4R   | A    |      | 4/16   | 67–12  | 85%  |
| 勝–負            | 3-2  | 3-2  | 13-3 | 17-2 | 20-3 | 24-2 | 15-2 | 25–1 | 23-3 | 14-2 | 14-1 | 16-2 | 11-4 | 5-2  | 23-2 | 21-3 | 24-2 | 11-1 | 9-2  | 22-1 | 1-1  | 0-1  | 22/67  | 314–44 | 88%  |
| 年終總決賽       | NQ   | NQ   | A    | SF   | SF   | A    | RR   | F    | RR   | A    | F    | A    | SF   | A    | RR   | A    | RR   | SF   | NQ   | RR   | NQ   |      | 0/11   | 21–18  | 54%  |

### 大滿貫

#### 冠軍（22）
| 年份 | 賽事             | 場地 | 決賽對手   | 對手國籍 | 勝方比分                  |
| 2005 | 法國公開賽       | 紅土 | 普爾塔     | 阿根廷   | 6–7、6–3、6–1、7–5        |
| 2006 | 法國公開賽 (2)   | 紅土 | 費德勒     | 瑞士     | 1–6、6–1、6–4、7–64       |
| 2007 | 法國公開賽 (3)   | 紅土 | 費德勒     | 瑞士     | 6–3、4–6、6–3、6–4        |
| 2008 | 法國公開賽 (4)   | 紅土 | 費德勒     | 瑞士     | 6–1、6–3、6–0             |
| 2008 | 溫布頓錦標賽     | 草地 | 費德勒     | 瑞士     | 6–4、6–4、65–7、68–7、9–7 |
| 2009 | 澳洲公開賽       | 硬地 | 費德勒     | 瑞士     | 7–5、3–6、7–63、3–6、6–2  |
| 2010 | 法國公開賽 (5)   | 紅土 | 索德林     | 瑞典     | 6–4、6–2、6–4             |
| 2010 | 溫布頓錦標賽 (2) | 草地 | 贝尔迪赫   | 捷克     | 6–3、7–5、6–4             |
| 2010 | 美國公開賽       | 硬地 | 祖高域     | 塞爾維亞 | 6–4、5–7、6–4、6–2        |
| 2011 | 法國公開賽 (6)   | 紅土 | 費德勒     | 瑞士     | 7–5、7–63、5–7、6–1       |
| 2012 | 法國公開賽 (7)   | 紅土 | 祖高域     | 塞爾維亞 | 6–4、6–3、2–6、7–5        |
| 2013 | 法國公開賽 (8)   | 紅土 | 費雷爾     | 西班牙   | 6–3、6–2、6–3             |
| 2013 | 美國公開賽 (2)   | 硬地 | 祖高域     | 塞爾維亞 | 6–2、3–6、6–4、6–1        |
| 2014 | 法國公開賽 (9)   | 紅土 | 祖高域     | 塞爾維亞 | 3–6、7–5、6–2、6–4        |
| 2017 | 法國公開賽 (10)  | 紅土 | 瓦林卡     | 瑞士     | 6-2、6–3、6–1             |
| 2017 | 美國公開賽 (3)   | 硬地 |            | 南非     | 6–3、6–3、6–4             |
| 2018 | 法國公開賽 (11)  | 紅土 | 蒂姆       | 奧地利   | 6–4、6–3、6–2             |
| 2019 | 法國公開賽 (12)  | 紅土 | 蒂姆       | 奧地利   | 6–3、5–7、6–1、6–1        |
| 2019 | 美國公開賽 (4)   | 硬地 | 梅德韋傑夫 | 俄羅斯   | 7–5、6–4、5–7、4–6、6–4   |
| 2020 | 法國公開賽 (13)  | 紅土 | 祖高域     | 塞爾維亞 | 6–0、6–2、7–5             |
| 2022 | 澳洲公開賽 (2)   | 硬地 | 梅德韋傑夫 | 俄羅斯   | 2–6、65–7、6–4、6–4、7–5  |
| 2022 | 法國公開賽 (14)  | 紅土 |            | 挪威     | 6–3、6–3、6–0             |

#### 亞軍（8）
| 年份 | 賽事             | 場地 | 決賽對手 | 對手國籍 | 勝方比分                  |
| 2006 | 溫布頓錦標賽     | 草地 | 費德勒   | 瑞士     | 0–6、65–7、7–62、3–6      |
| 2007 | 溫布頓錦標賽 (2) | 草地 | 費德勒   | 瑞士     | 67–7、6–4、63–7、6–2、2–6 |
| 2011 | 溫布頓錦標賽 (3) | 草地 | 祖高域   | 塞爾維亞 | 4–6、1–6、6–1、3–6        |
| 2011 | 美國公開賽       | 硬地 | 祖高域   | 塞爾維亞 | 2–6、4–6、7–63、1–6       |
| 2012 | 澳洲公開賽       | 硬地 | 祖高域   | 塞爾維亞 | 7–5、4–6、2–6、7–65、5–7  |
| 2014 | 澳洲公開賽 (2)   | 硬地 | 瓦林卡   | 瑞士     | 3–6、2–6、6–3、3–6        |
| 2017 | 澳洲公開賽 (3)   | 硬地 | 費德勒   | 瑞士     | 4–6、6–3、1–6、6–3、3–6   |
| 2019 | 澳洲公開賽 (4)   | 硬地 | 祖高域   | 塞爾維亞 | 3–6、2–6、3–6             |

### 年終總決賽

#### 亞軍（2）
| 年份 | 賽事 | 場地     | 決賽對手 | 勝方比分      |
| 2010 | 倫敦 | 室內硬地 | 費德勒   | 6–3、3–6、6–1 |
| 2013 | 倫敦 | 室內硬地 | 喬科維奇 | 6–3、6–4      |

## 戰績表

### 四大滿貫及年終賽單打戰績
四大滿貫及ATP年終賽（大師盃）單打戰績、單打奪冠總數、年度勝負、年終競賽積分、年終排名積分、單季總獎金
| 賽事 | 澳網   | 法網   | 溫布頓 | 美網   | 年終總決賽 | 年度 勝-負 | 單打 冠軍 | 年終 競賽 積分 | 年終 排名 積分 | 年終 排名 | 單季獎金 （美元） |
| ---- | ------ | ------ | ------ | ------ | ---------- | ---------- | --------- | -------------- | -------------- | --------- | ----------------- |
| 場地 | 硬地   | 红土   | 草地   | 硬地   | 室內硬地   | 年度 勝-負 | 單打 冠軍 | 年終 競賽 積分 | 年終 排名 積分 | 年終 排名 | 單季獎金 （美元） |
| 2002 | 缺席   | 缺席   | 缺席   | 缺席   | 缺席       | 1-1        | 0         | ?              | 96             | 200       | 23,975            |
| 2003 | 缺席   | 缺席   | 第三輪 | 第二輪 | 缺席       | 14-11      | 0         | ?              | 605            | 49        | 243,248           |
| 2004 | 第三輪 | 缺席   | 缺席   | 第二輪 | 缺席       | 30-17      | 1         | ?              | 735            | 51        | 447,758           |
| 2005 | 第四輪 | 冠軍   | 第二輪 | 第三輪 | 缺席       | 79-10      | 11        | 953            | 4765           | 2         | 3,874,751         |
| 2006 | 缺席   | 冠軍   | 亞軍   | 八強   | 四強       | 59-12      | 5         | 894            | 4470           | 2         | 3,746,360         |
| 2007 | 八強   | 冠軍   | 亞軍   | 第四輪 | 四強       | 70-15      | 6         | 1147           | 5735           | 2         | 5,646,935         |
| 2008 | 四強   | 冠軍   | 冠軍   | 四強   | 缺席       | 82-11      | 8         | 1335           | 6675           | 1         | 6,773,776         |
| 2009 | 冠軍   | 第四輪 | 缺席   | 四強   | 分組賽     | 66-14      | 5         | 不實施         | 9205           | 2         | 6,466,515         |
| 2010 | 八強   | 冠軍   | 冠軍   | 冠軍   | 亞軍       | 71-10      | 7         | 不實施         | 12450          | 1         | 10,171,999        |
| 2011 | 八強   | 冠軍   | 亞軍   | 亞軍   | 分組賽     | 69-15      | 3         | 不實施         | 9585           | 2         | 7,668,217         |
| 2012 | 亞軍   | 冠軍   | 第二輪 | 缺席   | 缺席       | 42-6       | 4         | 不實施         | 6795           | 4         | 4,997,450         |
| 2013 | 缺席   | 冠軍   | 第一輪 | 冠軍   | 亞軍       | 75-7       | 10        | 不實施         | 13030          | 1         | 14,570,937        |
| 2014 | 亞軍   | 冠軍   | 第四輪 | 缺席   | 缺席       | 48-11      | 4         | 不實施         | 6835           | 3         | 6,746,475         |
| 2015 | 八強   | 八強   | 第二輪 | 第三輪 | 四強       | 61-20      | 3         | 不實施         | 5230           | 5         | 4,508,891         |
| 2016 | 第一輪 | 第三輪 | 缺席   | 第四輪 | 缺席       | 39-14      | 2         | 不實施         | 3365           | 9         | 2,836,500         |
| 2017 | 亞軍   | 冠軍   | 第四輪 | 冠軍   | 分組賽     | 67–11      | 6         | 不實施         | 9465           | 1         | 15,864,000        |
| 2018 | 八強   | 冠軍   | 四強   | 四強   | 缺席       | 45–4       | 5         | 不實施         | 7480           | 2         | 8,663,347         |
| 2019 | 亞軍   | 冠軍   | 四強   | 冠軍   | 四強       | 58-7       | 4         | 不實施         | 9985           | 1         | 16,349,586        |
| 2020 | 八強   | 冠軍   | 取消   | 缺席   | 四強       | 27-7       | 2         | 不實施         | 9450           | 2         | 3,881,202         |
| 2021 | 八強   | 四強   | 缺席   | 缺席   | 缺席       | 24-5       | 2         | 不實施         | 4375           | 6         | 1,478,830         |
| 2022 | 冠軍   | 冠軍   | 四強   | 第四輪 | 分組賽     | 39-8       | 4         | 不實施         | 6020           | 2         | 9,638,326         |
| 2023 | 第二輪 | 缺席   | 缺席   | 缺席   | 缺席       | 1-3        | 0         | 不實施         | 0              | 670       | 311,604           |
| 2024 | 缺席   | 第一輪 | 缺席   |        |            | 11-5       | 0         | 不實施         | 0              |           | 245,975           |

註：在2009年起的開始實施的新制度下，大滿貫賽和大師賽的排名積分大約漲一倍。而競賽積分制度則被取消。大滿貫冠軍積分為2000分。

### 大師賽（1000賽）單打戰績
2009年以後改稱1000分大師賽
| 舉行地點 | 印第安泉           | 邁阿密       | 蒙地卡羅       | 馬德里       | 羅馬       | 加拿大       | 辛辛那堤       | 上海       | 巴黎       |
| 賽事     | 印第安維爾斯大師賽 | 邁阿密大師賽 | 蒙地卡羅大師賽 | 馬德里大師賽 | 羅馬大師賽 | 加拿大大師賽 | 辛辛那提大師賽 | 上海大師賽 | 巴黎大師賽 |
| -------- | ------------------ | ------------ | -------------- | ------------ | ---------- | ------------ | -------------- | ---------- | ---------- |
| 場地     | 室外硬地           | 室外硬地     | 室外红土       | 室外红土     | 室外红土   | 室外硬地     | 室外硬地       | 室外硬地   | 室內硬地   |
| 2009     | 冠軍               | 八強         | 冠軍           | 亞軍         | 冠軍       | 八強         | 四強           | 亞軍       | 四強       |
| 2010     | 四強               | 四強         | 冠軍           | 冠軍         | 冠軍       | 四強         | 八強           | 第三輪     | 缺席       |
| 2011     | 亞軍               | 亞軍         | 冠軍           | 亞軍         | 亞軍       | 第二輪       | 八強           | 缺席       | 缺席       |
| 2012     | 四強               | 四強         | 冠軍           | 第三輪       | 冠軍       | 缺席         | 缺席           | 缺席       | 缺席       |
| 2013     | 冠軍               | 缺席         | 亞軍           | 冠軍         | 冠軍       | 冠軍         | 冠軍           | 四強       | 四強       |
| 2014     | 第三輪             | 亞軍         | 八強           | 冠軍         | 亞軍       | 缺席         | 缺席           | 第二輪     | 缺席       |
| 2015     | 八強               | 第三輪       | 四強           | 亞軍         | 八強       | 八強         | 第三輪         | 四強       | 八強       |
| 2016     | 四強               | 第二輪       | 冠軍           | 四強         | 八強       | 缺席         | 第三輪         | 第二輪     | 缺席       |
| 2017     | 第四輪             | 亞軍         | 冠軍           | 冠軍         | 八強       | 第三輪       | 八強           | 亞軍       | 八強       |
| 2018     | 缺席               | 缺席         | 冠軍           | 八強         | 冠軍       | 冠軍         | 缺席           | 缺席       | 缺席       |
| 2019     | 四強               | 缺席         | 四強           | 四強         | 冠軍       | 冠軍         | 缺席           | 缺席       | 四強       |
| 2020     | 取消               | 取消         | 取消           | 取消         | 八強       | 取消         | 缺席           | 取消       | 四強       |
| 2021     | 缺席               | 缺席         | 八強           | 八強         | 冠軍       | 缺席         | 缺席           | 取消       | 缺席       |
| 2022     | 亞軍               | 缺席         | 缺席           | 八強         | 第三輪     | 缺席         | 第二輪         | 取消       | 第二輪     |
| 2023     | 缺席               | 缺席         | 缺席           | 缺席         | 缺席       | 缺席         | 缺席           | 缺席       | 缺席       |
| 2024     | 缺席               | 缺席         | 缺席           | 缺席         | 缺席       |              |                |            |            |

^  注解A： 巴黎大師賽的場地在2007年由室內地毯變更為室內硬地。
^  注解B： 蒙地卡羅1000賽為非強制積分比賽。
^  注解C： 馬德里1000賽改在5月在红土場舉行，2012年為藍土球場。
^  注解D： 上海1000賽為新設ATP大師1000賽賽事。
2008年前的大師賽
| 舉行地點 | 印第安泉 | 邁阿密 | 蒙地卡羅        | 羅馬               | 漢堡        | 加拿大 蒙特利爾/ 多倫多 | 辛辛那堤        | 馬德里        | 巴黎            |
| 賽事     |          | 網球賽 | 蒙地卡羅 大師賽 | 意大利 電訊 大師賽 | 漢堡 大師賽 | 羅傑斯 大師賽           | 西南財團 大師賽 | 馬德里 大師賽 | 巴黎銀行 大師賽 |
| -------- | -------- | ------ | --------------- | ------------------ | ----------- | ----------------------- | --------------- | ------------- | --------------- |
| 場地     | 硬地     | 硬地   | 红土            | 红土               | 红土        | 硬地                    | 硬地            | 室內硬地      | 室內地毯        |
| 2002     | 缺席     | 缺席   | 缺席            | 缺席               | 缺席        | 缺席                    | 缺席            | 缺席          | 缺席            |
| 2003     | 缺席     | 缺席   | 第三輪          | 缺席               | 第三輪      | 缺席                    | 缺席            | 第一輪        | 缺席            |
| 2004     | 第三輪   | 第四輪 | 缺席            | 缺席               | 缺席        | 第一輪                  | 第一輪          | 第二輪        | 缺席            |
| 2005     | 缺席     | 亞軍   | 冠軍            | 冠軍               | 缺席        | 冠軍                    | 第一輪          | 冠軍          | 缺席            |
| 2006     | 準決賽   | 第二輪 | 冠軍            | 冠軍               | 缺席        | 第三輪                  | 八強            | 八強          | 缺席            |
| 2007     | 冠軍     | 八強   | 冠軍            | 冠軍               | 亞軍        | 準決賽                  | 第二輪          | 八強          | 亞軍            |
| 2008     | 準決賽   | 亞軍   | 冠軍            | 第二輪             | 冠軍        | 冠軍                    | 準決賽          | 準決賽        | 八強            |

## 歷年世界排名

### ATP單打年終世界排名
| 年份                     | 2001 | 2002 | 2003 | 2004 | 2005 | 2006 | 2007 | 2008 | 2009 | 2010 | 2011 | 2012 | 2013 | 2014 | 2015 | 2016 | 2017 | 2018 | 2019 | 2020 | 2021 | 2022 | 2023 | 2024 |
| ------------------------ | ---- | ---- | ---- | ---- | ---- | ---- | ---- | ---- | ---- | ---- | ---- | ---- | ---- | ---- | ---- | ---- | ---- | ---- | ---- | ---- | ---- | ---- | ---- | ---- |
| ATP男子單打 年終世界排名 | 811  | 200  | 49   | 51   | 2    | 2    | 2    | 1    | 2    | 1    | 2    | 4    | 1    | 3    | 5    | 9    | 1    | 2    | 1    | 2    | 6    | 2    | 670  |      |

### ATP單打世界排名第一
| 球王任期                      | 前任球王 | 繼任球王 | 連續週數 | 累積週數 |
| ----------------------------- | -------- | -------- | -------- | -------- |
| 2008年8月18日 - 2009年7月5日  | 費德勒   | 費德勒   | 46週     | 46週     |
| 2010年6月7日 - 2011年7月3日   | 費德勒   | 喬科維奇 | 56週     | 102週    |
| 2013年10月14日 - 2014年7月6日 | 喬科維奇 | 喬科維奇 | 39週     | 141週    |
| 2017年8月21日 - 2018年2月18日 | 莫瑞     | 費德勒   | 26週     | 167週    |
| 2018年4月2日 - 2018年5月13日  | 費德勒   | 費德勒   | 6週      | 173週    |
| 2018年5月21日 - 2018年6月17日 | 費德勒   | 費德勒   | 4週      | 177週    |
| 2018年6月25日 - 2018年11月4日 | 費德勒   | 喬科維奇 | 19週     | 196週    |
| 2019年11月4日 - 2020年2月2日  | 喬科維奇 | 喬科維奇 | 13週     | 209週    |